# Майданевич Олексій Олександрович
Олексій Олександрович Майданевич (18 липня 1991, Київ, Україна) — український футболіст, захисник.

## Клубна кар'єра
Вихованець футбольної школи «Оболонь» (Київ). У чемпіонаті України (ДЮФЛ) грав за команду «Зміна-Оболонь» (Київ). Впродовж 2009—2015 років виступав за «Оболонь» та «Оболонь-Бровар» (Київ), з якою ставав срібним призером Другої ліги України. Грав під орудою таких відомих тренерів, як Сергій Ковалець, Юрій Максимов і Василь Рац. Перебуваючи в прем'єрліговій «Оболоні» здебільшого виступав у молодіжному складі, проте і у дорослому футболі зміг дебютувати, а саме: 21 вересня 2011 року в матчі кубка України.
Улітку 2015 року перебрався до «Буковини», де став одним із ключових захисників чернівецької команди. У міжсезонні за обопільною згодою сторін припинив співпрацю з чернівецькою командою і у березні 2016 року підписав контракт з київським «Арсеналом». 20 серпня 2016 року в матчі проти МФК «Миколаїв» відзначився дебютним голом у першій українській лізі. Наприкінці жовтня 2017 року визнаний найкращим гравцем 18-го туру Першої ліги України 2017/18, по завершенню того ж сезону разом із командою став переможцем цих змагань.
22 липня 2018 року вперше зіграв у Прем'єр-лізі України, вийшовши на заміну на 88-хвилині в матчі проти ФК «Львів», а 17 серпня відзначився дебютним голом в українській еліті. У той же час був назначений і капітаном команди. На початку лютого 2019 року за обопільною згодою сторін розірвав трудові відносини зі «столичним» клубом, а в березні того ж року підписав контракт з грузинським першоліговим клубом «Шевардені» (Тбілісі). А вже на початку липня того ж року приєднався до складу рідних «пивоварів».

## Досягнення
- Переможець Першої ліги України: 2017/18.
- Срібний призер Другої ліги України: 2014/15.

## Статистика
Станом на 9 серпня 2022 року
| Клуб                | Ліга         | Сезон   | Чемпіонат | Чемпіонат | Кубок | Кубок | Дубль | Дубль |
| Клуб                | Ліга         | Сезон   | Ігри      | Голи      | Ігри  | Голи  | Ігри  | Голи  |
| ------------------- | ------------ | ------- | --------- | --------- | ----- | ----- | ----- | ----- |
| Оболонь (Київ)      | Прем'єр-ліга | 2009/10 |           |           |       |       | 23    | 0     |
| Оболонь (Київ)      | Прем'єр-ліга | 2010/11 |           |           |       |       | 28    | 0     |
| Оболонь (Київ)      | Прем'єр-ліга | 2011/12 |           |           | 1     | 0     | 26    | 1     |
| Оболонь (Київ)      | Перша ліга   | 2012/13 | 1         | 0         | 1     | 0     |       |       |
| Оболонь-2           | Друга ліга   | 2012/13 | 15        | 1         |       |       |       |       |
| Оболонь-Бровар      | Друга ліга   | 2013/14 | 31        | 1         | 1     | 0     |       |       |
| Оболонь-Бровар      | Друга ліга   | 2014/15 | 24        | 1         | 1     | 0     |       |       |
| Буковина (Чернівці) | Друга ліга   | 2015/16 | 14        | 2         | 1     | 0     |       |       |
| Арсенал (Київ)      | Друга ліга   | 2015/16 | 8         | 0         |       |       |       |       |
| Арсенал (Київ)      | Перша ліга   | 2016/17 | 23        | 1         | 1     | 0     |       |       |
| Арсенал (Київ)      | Перша ліга   | 2017/18 | 33        | 5         | 2     | 0     |       |       |
| Арсенал (Київ)      | Прем'єр-ліга | 2018/19 | 13        | 1         |       |       |       |       |
| Шевардені (Тбілісі) | Перша ліга   | 2019    | 14        | 1         | 1     | 0     |       |       |
| Оболонь-Бровар      | Перша ліга   | 2019/20 | 28        | 2         | 1     | 0     |       |       |
| Оболонь-Бровар      | Перша ліга   | 2020/21 | 29        | 6         | 1     | 0     |       |       |
| Оболонь-Бровар      | Перша ліга   | 2021/22 | 13        | 0         | 1     | 0     |       |       |